# Quack
A Quack című album az amerikai-kanadai duó Duck Sauce első stúdióalbuma, mely 2014. április 14-én jelent meg a Gold Records kiadásában.

## Megjelenések
LP  U.S Fool's Gold Records – FGRLP010
- A1	Chariots Of The Gods 5:55 Co-producer – Dave 1, Featuring – Rockets, Producer [Additional] – Vaughn Oliver, Written-By – A. Macklovitch, A. Van Helden, C Le Bartz, D. Macklovitch, Written-By, Keyboards [Additional] – O. Goldstein
- A2	Charlie Chazz & Rappin Ralph 4:57 Horns – Count Saint-Germain, Vocals – Charlie Chazz, Rappin Ralph, Written-By – A. Macklovitch, A. Van Helden, J. Weider, J. Footman, T. McFaddin

- A3	It's You 3:10 Written-By – A. Macklovitch*, A. Sanchez*, A. Van Helden*, B. Patch*
- B1	Goody Two Shoes 4:29 Rhythm Guitar – Hermes Trismegistus, Written-By – A. Macklovitch*, A. Van Helden*, B. Ley, W. Morrison
- B2	Radio Stereo 4:20Producer [Additional] – Vaughn Oliver, Saxophone – Max Heindel, Written-By – A. Macklovitch*, A. Van Helden, N. Bennett
- B3	aNYway 5:02Backing Vocals – Tawatha Agee, Mellotron – Metatron, Written-By – A. Macklovitc*, A. Van Helden, J. Floyd, R. Brown, S. Floyd,
- C1	NRG 3:31 Co-producer – Dave 1, Lead Guitar – Melchizedek, Written-By – C. Edward Halstead, J. Tunnell, M.Elian
- C2	Everyone 4:59 Co-producer – Dave 1, Featuring, Vocals – Teddy Toothpick, Keyboards – P-Thugg, Producer [Additional], Keyboards – Vaughn Oliver, Written-By – A. Macklovitch, A. Van Helden*, C. Stills, S. Stills
- C3	Ring Me 4:23 Keyboards [Additional] – Vaughn Oliver, Piano – Madame Blavatsky, Vocals [Additional] – Lord Sear, Written-By – A. Macklovitch, A. Van Helden, T. Hendrik & K. Van Haaren

- D1	Barbra Streisand 4:24 Guitar – David Wilcock, Keyboards [Additional] – Ryan Leslie, Talkbox – P-Thugg, Vocals [Additional] – Ezra Koenig, Gayle Robbins, Written-By – A. Macklovitch, A. Van Helden, F. Farian, F. Jay, H. Hutz, J. Hutz
- D2	Spandex 4:28 Written-By – A. Macklovitch*, A. Hidding*, A. Van Helden
- D3	Time Waits For No-One 4:42 Producer [Additional] – Vaughn Oliver, Written-By – B. Fairweather, M. Page

## Slágerlista
| Slágerlista (2014)                     | Legjobb helyezés |
| -------------------------------------- | ---------------- |
| US Dance/Electronic Albums (Billboard) | 10               |

## Megjelenések
| Régió                     | Dátum             | Formátum           | Label               |
| ------------------------- | ----------------- | ------------------ | ------------------- |
| Amerikai Egyesült Államok | 2014. április 14. | Digitális letöltés | Fool's Gold Records |
| Amerikai Egyesült Államok | 2014. május 19.   | CD, LP             | Fool's Gold Records |